# Longicella decipiens
Longicella decipiens là một loài bướm đêm trong họ Noctuidae.